# Page of Life
Page of Life is het vierde studioalbum van Jon & Vangelis. Het zou hun laatste samen worden, aangezien het duo na dit album geen nieuwe studioalbums meer opnam tot aan het overlijden van Vangelis in 2022. 
Ideeën voor een nieuw album na Private Collection ontstonden zeer waarschijnlijk in 1986, maar het kwam er niet van. Beide heren waren druk bezig. Jon Anderson met zingen voor Anderson Bruford Wakeman Howe en Vangelis met zijn uiteindelijke verhuizing van Londen naar Athene. Een deel van het album zou al gereed zijn in 1989 en verscheen als obscure muziekcassette. Inmiddels was Vangelis overgestapt van Polydor naar Arista Records. ABWH kwam in 1989 wel met hun album, ook op Arista en dat bevat een track die gecomponeerd is door Anderson en Vangelis. Het zou uiteindelijk tot 1991 duren voordat Page of Life, toch op Arista uitgebracht werd. In tegenstelling tot haar voorganger is er sprake van een liedjescultuur tegenover de "bombast" van Private Collection, hetgeen er op zou kunnen wijzen dat Andersons inbreng groter was dan voorheen. Tegelijkertijd moet rekening gehouden worden met het album Direct van Vangelis dat ook meer liedgericht was (zonder een lied te bevatten). Het album Page of Life raakte snel in de vergetelheid.
In 1998 probeerde Jon Anderson het album opnieuw uit; weer onder de naam Jon & Vangelis, maar met een andere indeling en andere liedjes. Vangelis was op zijn zachtst gezegd not amused, wellicht reden dat de samenwerking stokte. In 1991 was er nog geen vuiltje aan de lucht; Anderson zong tijdens het Eureka-concert in Rotterdam nog met Vangelis.
Vangelis ging onder meer verder met het schrijven van filmmuziek; Jon Anderson kreeg te maken met de samensmelting van Yes en ABWH; hetgeen het enigszins vreemde album Union opleverde. Het juridisch getouwtrek maakte de totstandkoming ook niet eenvoudig.
Beide versies verkochten in Nederland niet genoeg om in de albumlijsten te belanden.

## Musici
- Jon Anderson – zang
- Vangelis – toetsinstrumenten
- Mary Hopkin – zang op 1998-versie track 1
- Derek Wilson – percussie 1998-versie track 4 en 9

## Tracklist
| Nr. | Titel                     | Duur  |
| --- | ------------------------- | ----- |
| 1.  | Wisdom chain              | 5:22  |
| 2.  | Page of life              | 3:16  |
| 3.  | Money                     | 6:07  |
| 4.  | Jazzy box                 | 3:14  |
| 5.  | Garden of senses          | 6:24  |
| 6.  | Is it love                | 4:27  |
| 7.  | Anyone can light a candle | 3:44  |
| 8.  | Be a good friend of mine  | 4 :13 |
| 9.  | Shine for me              | 4:10  |
| 10. | Genevieve                 | 3:48  |
| 11. | Journey to Ixtlan         | 5:50  |
| 12. | Little guitar             | 1:43  |

| Nr. | Titel                     | Duur  |
| --- | ------------------------- | ----- |
| 1.  | Change we must            | 6:28  |
| 2.  | Anyone can light a candle | 3 :43 |
| 3.  | Page of life              | 3:17  |
| 4.  | Money                     | 5:43  |
| 5.  | Little guitar             | 1:42  |
| 6.  | Garden of senses          | 6:32  |
| 7.  | Genevieve                 | 3:45  |
| 8.  | Shine for me              | 4:01  |
| 9.  | Wisdom chain              | 10:44 |